# Chrysitrix distigmatosa
Chrysitrix distigmatosa là một loài thực vật có hoa trong họ Cói. Loài này được C.B.Clarke ex Diels & Pritz. mô tả khoa học đầu tiên năm 1904.